# シェイ・サリナス
シェイ・サリナス（Shea Salinas、1986年6月24日 - ）は、アメリカ合衆国出身の元プロサッカー選手。現役時代のポジションはDF。

## クラブ経歴
2008年のMLSスーパードラフトで、全体15人目にサンノゼ・アースクエイクスの指名を受けた。4月3日のロサンゼルス・ギャラクシー戦でプロデビュー。10月18日のカンザスシティ・ウィザーズ戦で初ゴール。
2009年11月開催されたエクスパンションドラフトで、フィラデルフィア・ユニオンに指名された。
2010年11月開催されたエクスパンションドラフトで、バンクーバー・ホワイトキャップスに指名された。
2011年11月30日、金銭トレードで古巣サンノゼ・アースクエイクスに復帰。
2022年9月28日、今シーズン限りで現役を引退することを表明した。